# Tre The Boy Wonder
Tre The Boy Wonder (* 1982) ehemals Illfated Tre ist ein deutscher DJ und Musikproduzent.

## Leben
Tre The Boy Wonder alias Illfated Tre veröffentlichte 1997 sein erstes Mixtape 60 Minutes to live auf dem Berliner Label „Mellow Vibes“, zwei Weitere folgten (R U Tuff Enuff und Next Level).
Zeitgleich machte er seine ersten Auftritte, unter anderem mit Afrika Bambaata, den Spezializtz oder auch KC Da Rookee. Auftritte auf nationaler und internationaler Ebene folgten; beispielsweise in Prag, beim MTV und Kiss Fm Talent Award '99 in Berlin, bei der Internationalen Funkausstellung (IFA), auf dem Splash (Festival) '99 oder auch in der Berliner Columbiahalle.
Im Jahr 2000 erschien sein viertes Mixtape Illfated Underground Hustla auf dem Label „Tapekingz“. Im selben Jahr traf Tre auf Da Germ, der ihn als Studio- und Tour-DJ engagierte. Es folgten Auftritte in ganz Deutschland bis hin zu den ITF DJ Worldchampionships 2002, Viva Mixery Raw Deluxe und MTV Fett.
Als schließlich im Jahr 2003 sein fünftes Tape Silence Stopper ebenfalls bei „Tapekingz“ erschien, hatte sich Tre The Boy Wonder in der Party- und HipHop-Szene etabliert.
Seit 2003 ist Tre gemeinsam mit DJ Derezon für die Radiosendung „Soundscan“ (zuerst auf Jam FM und seit Mai 2006 auf Radio Top 40 und rap.de/stream, Bmradio.de/stream) verantwortlich.
Er trat als Tour-DJ von Brothers Keepers, bei diversen Veranstaltungen wie der „Pelle Pelle“ Party mit DJ Mad Linx (Bet – Rapcity, Angie Martinez), der Ecko Fashion Party auf, sowie der Ruff Ryders Fashion Party, der Deutschlandtour von Max Herre und als offizieller Tour-DJ für die New Yorker Afu-Ra, Jeru The Damaja,& Lil Dap (Group Home, Gang Starr Foundation). Ferner als Resident-DJ diverser Clubs wie dem „Sage Club“, dem „2Be-Club“, dem  „40 Seconds“, dem „H2O-Club“, dem „Velvet-Club“, dem „Dominos-Club“ und der „Narva-Lounge“.
Tre The Boy Wonder ist auch als Produzent tätig. So produzierte er beispielsweise die Alben „Swing Kid“ von Michael Galla (RAG), das im Frühjahr 2005 erschien, Brothers Keepers Single „Bereit“, das Produzenten Album Serious Connexion heraus.
Seit 2009 lebt Tre The Boy Wonder in Paris und arbeitete u. a. mit den französischen Künstlern Monseigneur Mike, Ol Kainry, Nakk und Dany Dan an deren Alben. Als DJ tourte er durch ganz Frankreich als live DJ für Ol Kainry & Dany Dan und jeweils für Jeru The Damaja und die Beatnuts.
Seit 2013 geht er seiner Tätigkeit als Film Produzent & Regisseur nach als Art Davis.

## Radio
Erste Radio Erfahrungen konnte Tre bei dem Format „Hip Hop Soundgarden“ mit André Langenfeld auf Radio Fritz sammeln.
2003 war der Start der „Soundscan Mixshow“ die wöchentlich jeden Freitag mit DJ Derezon auf Jam Fm zu hören war. 2006 wurde die „Soundscan Mixshow“ von Radio Top40 und BBC 1Xtra (BBC UK) ausgestrahlt, und als online stream von Rap.de und BMradio.de übertragen. 2009 ging die Show off air, sie wurde aber schon 2011 von Tre The Boy Wonder mit neuem Gesicht als online Format fortgeführt.

## Diskografie

### Alben
- 2006: DJ Derezon & Illfated Tre – Serious Connexion

### Mixtapes
- 1997: DJ Tre – Raw Beats: 60 Minutes To Live (Mellow Vibes)
- 1998: DJ Tre –  R U Tuff Enuff (Mellow Vibes)
- 1999: DJ Tre – Next Level (Mellow Vibes)
- 2000: DJ Tre – Illfated Underground Hustla (Tape Kingz)
- 2003: Illfated Tre – Silence Stopper (Tape Kingz)
- 2004 bis 2007: Tre The Boy Wonder – The Soundscan Mixshow 01 bis 08
- 2007: Tre The Boy Wonder – Silence Stopper II
- 2008: Tre The Boy Wonder & Afu-Ra – The Very Best Of Afu-Ra
- 2008: SKG –By Any Means – Mixed And Hosted By Tre The Boy Wonder
- 2008: Tre The Boy Wonder – Me Woman Want Dancehall
- 2008: DJ Derezon & Tre The Boy Wonder – Soundscan Mixshow Hosted By Flo-Rida
- 2008: Tre The Boy Wonder & DJ Derezon – Legendary Business Hosted By EPMD
- 2008: Tre The Boy Wonder & DJ Proof – Hottest N Da Hood
- 2008: SKG – 2nd Mission Complete – Mixed and Hosted By Tre The Boy Wonder
- 2008: DJ Derezon & Tre The Boy Wonder – 14 Deadly Secrets Hosted By DJ Premier
- 2008: Tre The Boy Wonder & DJ Derezon – 14 Deadly Secrets Hosted By The RZA
- 2009: DJ Derezon & Tre The Boy Wonder – 14 Deadly Secrets Hosted By Erick Sermon
- 2009 bis 2011: Tre The Boy Wonder – The Soundscan Mixshow 09 bis 16

## Referenzen Juice – Backspin
- Juice, Ausgabe 6 vom 5. Juni 2005, Seite 43 u. 104
- Backspin, Ausgabe 65, Mai/Juni 2005, Seite 94–95
- Juice, Ausgabe 3 vom 6. März 2006, Seite 96
- Backspin, Ausgabe 79, Oktober 2006, Seite 20 u.21
- Juice, Ausgabe 1–2 2007 Januar/Februar 2007, Seite 24
- Backspin, Ausgabe 81, Dezember 2007, Seite 76[16]